# Charles Bartlett
Charles Henry Bartlett (6 de febrero de 1885-30 de noviembre de 1968) fue un deportista británico que compitió en ciclismo en la modalidad de pista. Participó en los Juegos Olímpicos de Londres 1908, obteniendo una medalla de oro en la prueba de 100 km.

## Medallero internacional
| Juegos Olímpicos | Juegos Olímpicos      | Juegos Olímpicos | Juegos Olímpicos |
| Año              | Lugar                 | Medalla          | Competición      |
| ---------------- | --------------------- | ---------------- | ---------------- |
| 1908             | Londres (Reino Unido) | Medalla de oro   | 100 km           |